# Nanette Fabray
Nanette Fabray (San Diego, 27 oktober 1920 – Palos Verdes, 22 februari 2018) was een Amerikaanse actrice, zangeres en danseres.

## Biografie
Fabray werd geboren als Ruby Bernadette Nanette Theresa Fabares op 27 oktober 1920 in San Diego (Californië), als dochter van Lily Agnes McGovern en Raoul Bernard Fabares.  Ze bracht een groot deel van haar jeugd door in vaudeville-producties als danseres en zangeres onder de naam Baby Nan. Ze speelde er met sterren zoals Ben Turpin en Bill Robinson.
Ze ondervond problemen op school vanwege een ongediagnosticeerde gehoorstoornis. Later, in haar twintiger jaren, werd bij haar gehoorschade vastgesteld als gevolg van aangeboren, progressieve otosclerose, nadat een acteerleraar haar aanmoedigde haar gehoor te laten testen. Ze moest sinds de jaren vijftig een hoorapparaat dragen. Sindsdien zette ze zich sterk in voor verbeteringen op dit gebied.
Fabray maakte haar filmdebuut op negentienjarige leeftijd als een van Bette Davis' hofdames in The Private Lives of Elizabeth and Essex (1939). Ze speelde dat jaar in twee andere films voor Warner Bros., The Monroe Doctrine en A Child Is Born, maar kreeg geen langdurig studiocontract.
In de jaren veertig stapte Fabray over naar het theater, waar ze onder andere speelde in het succesvolle toneelstuk Meet the People. Tijdens haar studie aan de Juilliard School in New York speelde ze in haar eerste Broadway-productie, de musical Let's Face It! met Danny Kaye en Eve Arden. Dit werd gevolgd door andere Broadway-musicals zoals By Jupiter (1942), Jackpot (1944) en High Button Shoes (1947), waarmee Fabray een Broadway-ster werd. Fabray won in 1949 een Tony Award voor haar hoofdrol in de musical Love Life.

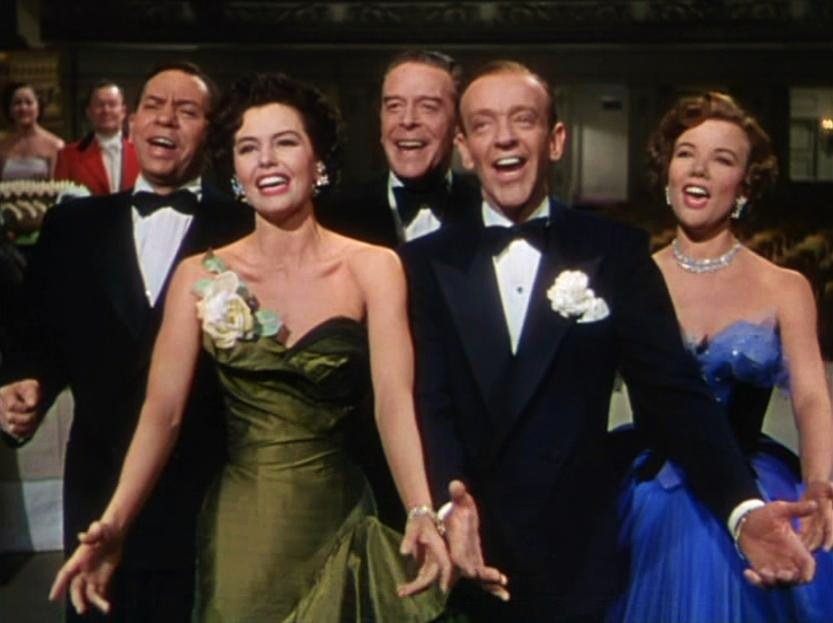
De cast van The Band Wagon met v.l.n.r. Oscar Levant, Cyd Charisse, Jack Buchanan, Fred Astaire en Nanette Fabray

In 1953 speelde Fabray haar bekendste filmrol als toneelschrijfster Lily Marton in de MGM-filmmusical The Band Wagon met Fred Astaire. In deze film zongen zij en de andere hoofdrolspelers het nummer "That's Entertainment", dat nummer 45 bereikte in de lijst van "100 Greatest Movie Hits" van het American Film Institute. Hoewel haar filmoptredens daarna zeldzaam bleven, richtte ze zich voornamelijk op de opkomende televisie-industrie en speelde ze gastrollen in talloze televisieseries. Haar handelsmerk was voornamelijk energieke en scherpzinnige vrouwen. Voor haar aandeel in de televisieserie Caesar's Hour won ze drie Emmy Awards, waaronder die voor "Beste comédienne".
Ze verscheen ook als gast in vele quizshows en in de televisieprogramma's van Dinah Shore, Andy Williams, Bob Hope, Dean Martin en Carol Burnett. Ondanks haar televisiecarrière bleef ze verbonden met het theater, onder andere in de Broadway-komedies Mr. President (1962-1963) en No Hard Feelings (1973). Na haar rol als oma in de televisieserie One Day at a Time van 1979 tot 1984 trok ze zich steeds meer terug uit de showbusiness. Haar laatste optreden als actrice was in 1994 in een aflevering van de televisieserie Coach.
In april 1947 trouwde Fabray voor een eerste keer met David Tebet, een directeur bij NBC. Het huwelijk eindigde in 1951 in een scheiding. Haar tweede huwelijk uit 1957 met scenarioschrijver Ranald MacDougall hield stand tot zijn dood in 1973. Het paar kreeg een zoon, Jamie MacDougall.
Fabray stierf een natuurlijke dood op 22 februari 2018 in Palos Verdes (Californië) op 97-jarige leeftijd.